# Щирия
Щирия (на немски: Steiermark; на словенски: Štajerska) е федерална провинция в състава на Австрия.

## География
Територията на провинцията е 16 392 km² (втора по големина в Австрия). На север Щирия граничи с провинциите Горна и Долна Австрия, на изток с Бургенланд, на юг със Словения и провинция Каринтия и на запад със Залцбург.
Терминът „Горна Щирия“ (на немски: Obersteiermark), използван от австрийците, се отнася за северните и северозападните части на провинцията (окръзи Лицен, Юденбург, Кнителфелд, Леобен, Брак ан дер Мур и Мюрцушлаг). Названието „Западна Щирия“ (на немски: Weststeiermark) се отнася за окръзите на запад от Грац (Фойтсберг, Дойчландсберг, западната част на окръг Лейбниц). Окръзите на изток от Грац (Вейц, Хартберг, Фелдбах и Радкерсбург) се наричат „Източна Щирия“ (на немски: Oststeiermark)

### Административно деление
Провинцията се състои от 13 окръга, включително 1 град със самостоятелен статут (на окръг) и 12 окръга:

#### Градове със самостоятелен статут
- Грац

#### Окръзи
- Брук-Мюрцушлаг
- Вайц
- Грац-Умгебунг
- Дойчландсберг
- Зюдостщайермарк
- Лайбниц
- Лицен
- Мурау
- Муртал
- Фойцберг
- Хартберг-Фюрстенфелд
- Вайц

## История
По време на ранния Древен Рим, Щирия е била обитавана от келтски племена. След завладяването му от римляните източната част от това, което сега е Щирия, е част от Панония, докато западната е била включена в Норик. По време на Великото преселение на народите е била завладявана или пресичана от вестготите, хуните, остготите, ругите, лангобардите, франките и аварите. През 595 г. последните са победени от славяните, които впоследствие я управляват.
Щирия се развива културно и икономически при управлението на ерцхерцог Джон между 1809 и 1859 г. През 1918 г., след Първата световна война, е разделена на две части – северна (образуваща това, което днес е австрийската провинция) и южна, наречена Долна Щирия, населявана главно от етнически словенци, и която впоследствие преминава към Югославия, а после към Словения.

## Икономика
Както и другаде в развития свят, и тук е имало отдръпване от производствения сектор към сектора на услугите. Това е имало негативни последствия за индустриалните региони на Горна Щирия, което причинява стабилен спад в населението в последните години. През 2004 г. Щирия има най-големия икономически растеж в Австрия от 3,8%.